# Alans Siņeļņikovs
Alans Siņeļņikovs (* 14. května 1990, Riga, Lotyšská SSR, SSSR) je lotyšský fotbalový obránce a reprezentant, momentálně hráč FK Ventspils.
Mimo Lotyšska působil v České republice.

## Klubová kariéra
Alans působil v Lotyšsku v klubech JFK Olimps a Skonto FC. Se Skontem vyhrál 1. lotyšskou ligu (v roce 2010) i lotyšský fotbalový pohár (v roce 2012). Nastoupil i ve 2. předkole Evropské ligy 2013/14, kde Skonto FC vypadl s českým klubem FC Slovan Liberec. Siņeļņikovs neproměnil v odvetném utkání v Liberci pokutový kop.
V lednu 2014 podepsal smlouvu s FC Baník Ostrava.
Na konci února 2014 si vážně poranil koleno. V červenci 2014 v klubu skončil, vzhledem ke zranění neodehrál za Baník ani jeden ligový zápas.

## Reprezentační kariéra
V A-mužstvu reprezentace Lotyšska debutoval 22. května 2012 v přátelském zápase proti Polsku. Dostal se na hřiště v samotném závěru zápasu, který skončil porážkou Lotyšska 0:1.